# Rothorn (Andermatt, Hospental)
Pour les articles homonymes, voir Rothorn.
À ne pas confondre avec le Rothorn, également situé dans le canton d'Uri, 13 km au nord-ouest.
Le Rothorn est un sommet des Alpes lépontines, en Suisse, situé dans le canton d'Uri, qui culmine à 2 932 m d'altitude.
Avec d'autres sommets, notamment le Gemsstock (2 962 m) et le Chastelhorn (2 973 m), il domine au nord le village d'Andermatt. Il se trouve à moins de 2 km au nord de la frontière tessinoise.